# Новостав (Хмельницкая область)
Новостав (укр. Новостав) — село в Изяславском районе Хмельницкой области Украины.
Население по переписи 2001 года составляло 98 человек. Почтовый индекс — 30324. Телефонный код — 3852. Занимает площадь 0,563 км². Код КОАТУУ — 6822183604.

## Местный совет
30324, Хмельницкая обл., Изяславский р-н, с. Лютарка, ул. Пионерская, 1